# Sweet Little Mystery
Sweet Little Mystery is een nummer van de Schotse band Wet Wet Wet uit 1987. Het is de tweede single van hun debuutalbum Popped In Souled Out.
De regels "Didn't I come to give you a sense of wonder / Didn't I come to lift this fiery vision" zijn afgeleid uit "Sense of Wonder" van Van Morrison. De zanger was hier niet blij mee en klaagde Wet Wet Wet aan. Morrison ontving een minnelijke schikking en een krediet voor co-schrijvers. John Martyn ontving ook een krediet, aangezien het refrein was gebaseerd op zijn lied dat ook "Sweet Little Mystery" heette. Voor de singleversie werd de van Van Morrison geleende tekst aangepast naar "Didn't I come resisting this sight of wonder / Didn't I come insisting the higher decision".
"Sweet Little Mystery" werd een hit in West-Europa. Het bereikte de 5e positie in het Verenigd Koninkrijk. In de Nederlandse Top 40 bereikte het nummer een bescheiden 16e positie, en in de Vlaamse Radio 2 Top 30 kwam het een plekje hoger.